# NGC 5413
NGC 5413 este o galaxie eliptică situată în constelația Dragonul. A fost descoperită în 2 aprilie 1832 de către John Herschel.